# سویراچی
سویراچی (به بلغاری: Svirachi) یک منطقهٔ مسکونی در بلغارستان است که در استان خاسکوو واقع شده‌است.
 سویراچی  ۴۰۰ نفر جمعیت دارد و ۲۳۵ متر بالاتر از سطح دریا واقع شده‌است.